# Fourou
Fourou is een gemeente (commune) in de regio Sikasso in Mali. De gemeente telt 41.500 inwoners (2009).
De gemeente bestaat uit de volgende plaatsen:
- Alhamoudoulaye
- Bala
- Baloulou
- Banaso
- Dièou
- Finkolo
- Fouguélé
- Fourou
- Galamakourou
- Glambéré
- Gouéné
- Kamberké
- Kapalaka
- Katiorrni
- Lassiribougou
- Lollè
- Louguelé
- N'Golpéné
- Naziédougou
- Nigolasso
- Noularma
- Ouatialy
- Piama
- Sinty
- Syama
- Taboroni
- Tenbleni
- Torokoro
- Zèguèrè